# Saudi-arabisch-türkische Beziehungen
Die Beziehungen zwischen Saudi-Arabien und der Türkei schwanken seit langem zwischen Kooperation und gegenseitigem Misstrauen. Seit dem 19. Jahrhundert haben die beiden Nationen häufig eine komplizierte Beziehung gehabt. Der Staat Saudi-Arabien entstand dank des Unterganges des Osmanischen Reiches, nachdem sein Vorgänger von den Osmanen unterdrückt wurde. In jüngster Zeit haben sich beide Staaten einen Wettbewerb um Einfluss im Nahen Osten und der islamischen Welt geliefert, wobei beide eine Führungsrolle beanspruchen. Meinungsverschiedenheiten traten vor allem durch die Unterstützung der Muslimbrüder durch die Türkei und das enge Verhältnis der Türkei zu Katar auf. In der Beziehung zum Iran, dem schiitischen Erzfeind Saudi-Arabiens, nahm die Türkei in der Vergangenheit eine ambivalente Rolle ein, welche sowohl von Zusammenarbeit als auch von Rivalität geprägt war.

## Geschichte

### Vorgeschichte
Die Region Hedschas im heutigen Saudi-Arabien gelangte im 16. Jahrhundert unter die Kontrolle des Osmanischen Reiches. Nach der Eroberung Ägyptens durch die Osmanen schworen die Haschimiten 1517 dem osmanischen Sultan die Treue und stellten die heiligen Städte Mekka und Medina unter den Schutz der Osmanen. Im 19. Jahrhundert gerieten die Osmanen in einen schweren Konflikt mit dem Haus Saud und dem ersten saudischen Staat, der in den Osmanisch-Saudischen Krieg mündete. Dieser Krieg wird in Saudi-Arabien als der erste Versuch angesehen, einen unabhängigen Staat zu gründen, während er in der Türkei oft als Krieg gegen die salafistische Bewegung betrachtet wird. Der Aufstand der Sauds führte zu einer brutalen militärischen Vergeltung durch die osmanischen Herrscher, die die Zerstörung des ersten saudischen Staates und die Hinrichtung vieler religiöser Führer der Saudis zur Folge hatte. Dieses Ereignis überschattet die modernen Beziehungen bis heute, was sich in jüngeren revisionistischen Kampagnen in beiden Ländern widerspiegelt. Der Zusammenbruch des Osmanischen Reiches nach dem Ersten Weltkrieg sollte schließlich zum Wiederaufstieg der Saudis und zur Gründung des modernen Saudi-Arabiens führen. Der Haschemit Hussein ibn Ali von Mekka konnte die Osmanen 1916 mit der Hilfe der Briten aus dem Hedschas vertreiben. Dieser Erfolg war jedoch nur von kurzer Dauer, und schon bald vertrieben die Saudis die Haschemiten aus beiden Städten und dem größten Teil des Hedschas. Der Herrschaftsbereich der Haschemiten wurde später auf das moderne Königreich Jordanien reduziert.

### Saudisch-türkische Beziehungen
Die jüngeren Beziehungen zwischen der Republik Türkei und Saudi-Arabien begannen im Jahr 1932 nach der Gründung des neuen Königreichs Saudi-Arabien. In der ersten Phase der Beziehungen hatten Saudi-Arabien und die Türkei ein freundschaftliches Verhältnis, da der türkische Präsident Mustafa Kemal Atatürk daran interessiert war, gute Außenbeziehungen zu unterhalten und religiöse Zwietracht zu vermeiden. Sowohl die Türkei als auch Saudi-Arabien traten nicht in den Zweiten Weltkrieg ein und blieben neutral. Nach dem Ende des Zweiten Weltkriegs waren beide Länder enge Verbündete der Vereinigten Staaten, blieben aber auf Distanz zueinander und traten keinem gemeinsamen Bündnis bei. In den 1950er Jahren, während des Kalten Krieges, schloss sich die Türkei dem kurzlebigen Bagdad-Pakt an, einem antikommunistischen prowestlichen Militärbündnis, während Saudi-Arabien, obwohl es ebenfalls eine ähnliche antikommunistische Haltung vertrat, nicht beitreten wollte.
Mit dem Ausbruch der iranischen Revolution 1979 und dem anschließenden iranisch-irakischen Krieg waren sowohl die Türkei als auch Saudi-Arabien die Hauptunterstützer des Iraks von Saddam Hussein, wenngleich die Türkei den Irak im Stillen unterstützte, obwohl sie ein neutrales Gesicht wahrte, da das Land dem im Iran herrschenden schiitischen Klerus skeptisch gegenüberstand. Saudi-Arabien unterstützte den Irak dagegen offen mit Waffen und Finanzmitteln. Im April 1979 gewährte Saudi-Arabien auch der Türkei Finanzhilfe (250 Mio. US-Dollar), um ihr zu helfen, eine Wirtschafts- und Finanzkrise zu überwinden. 1991, bei Ausbruch des Zweiten Golfkriegs, unterstützten die Türkei und Saudi-Arabien die Vereinigten Staaten gegen den Irak. Obwohl sich die Türkei nicht an der Koalition beteiligte, öffnete Ankara seinen Luftraum, um die Koalition zu unterstützen, während Saudi-Arabien Teil der Koalition war. Sowohl Ankara als auch Riad waren dem Irak von Saddam nicht freundlich gesinnt. Im Jahr 2003 sprachen sich jedoch sowohl die Türkei als auch Saudi-Arabien offen gegen die US-Invasion des Irak aus.

### Nach 2010
Als der Arabische Frühling ausbrach, verbündeten sich die Türkei und Saudi-Arabien zunächst vor allem wegen des syrischen Bürgerkriegs ab 2011, da Ankara und Riad offen gegen Baschar al-Assad opponierten und daher sowohl Saudi-Arabien als auch die Türkei verschiedene Anti-Assad-Kräfte in dem Konflikt finanzierten, in der Hoffnung, den syrischen Diktator loszuwerden. Allerdings unterstützte die Türkei auch die Muslimbruderschaft, die von Saudi-Arabien bekämpft und als Bedrohung angesehen wird. Im Jahr 2013 kam es zum Staatsstreich in Ägypten, als der mit der Türkei verbündete Muslimbruder Mohammed Mursi von dem pro-saudischen Abdel Fatah al-Sisi abgesetzt wurde, der eine neue von den Saudis mitfinanzierte Militärdiktatur etablierte. Die Türkei hatte diesen Schritt verurteilt, was zum Streit zwischen Ankara und Riad führte. Im Oktober 2014 setzte sich Saudi-Arabien erfolgreich gegen eine türkische Bewerbung um eine nicht-ständige Mitgliedschaft im Sicherheitsrat der Vereinten Nationen ein, da Saudi-Arabien die türkische Haltung gegenüber den Muslimbrüdern missfiel.
Der nächste Streit zwischen beiden Staaten entzündete sich am Verhältnis der Türkei zu Katar. Sowohl Katar als auch die Türkei unterstützen die Muslimbrüder und beide Länder sind zu engen politischen und wirtschaftlichen Verbündeten geworden. 2017 kam es zur Katar-Krise, als Saudi-Arabien und einige weitere Staaten mit einer wirtschaftlichen Blockade Katars begannen. In Reaktion darauf stand die Türkei ihrem Verbündeten Katar bei und schickte Lebensmittel, Wasser und Medikamente nach Katar und entsendete sogar Truppen, um das kleine Land gegen seine Nachbarn zu schützen. Die Regierung von Saudi-Arabien reagierte brüskiert. Im März 2018 bezeichnete der saudische Kronprinz Mohammed bin Salman die Türkei als Teil eines „Dreiecks des Bösen“ neben Iran und den Muslimbrüdern. Am 2. Oktober 2018 wurde der saudische Journalist Jamal Khashoggi im saudi-arabischen Konsulat in Istanbul getötet, laut Untersuchungen auf Anweisungen der saudischen Regierung, was die Beziehungen weiter verschlechterte, auch wenn Präsident Erdogan sich infolge um diplomatische Sprache bemühte. 2020 verboten beide Länder Medien aus dem jeweils anderen Land und saudische Unternehmer riefen zu einem Boykott türkischer Waren auf.
Nach der Wahl von Joe Biden zum Präsidenten der Vereinigten Staaten im November 2020 schienen Saudi-Arabien, dessen Regierung von der Regierung Donald Trump freie Hand gelassen worden war, und die Türkei, deren Wirtschaft durch das inoffizielle Handelsembargo Saudi-Arabiens gegen türkische Waren zusätzlich belastet worden war, Annäherungsversuche zu unternehmen. 2021 konnte die Katar-Krise schließlich beigelegt werden. Präsident Erdogan besuchte Saudi-Arabien am 23. Juni 2022 und traf sich mit Mohammed bin Salman. Beide Seiten vereinbarten eine Intensivierung der Wirtschaftsbeziehungen. Im März 2023 zahlte Saudi-Arabien in einer Währungsswap-Vereinbarungen fünf Milliarden US-Dollar bei der Türkischen Zentralbank ein, um die türkische Währung und Wirtschaft zu stabilisieren.

## Wirtschaftsbeziehungen
Die Türkei hat einen steigenden wirtschaftlichen Austausch mit den Staaten des Golf-Kooperationsrats, eine Wirtschaftszone, zu der auch Saudi-Arabien gehört. Im Jahre 2022 lag das Handelsvolumen zwischen der Türkei und Saudi-Arabien bei 6,5 Milliarden US-Dollar.

## Kulturbeziehungen
Durch seine Programme zur Finanzierung von Moscheen und Islamschulen und seinen Status als Heimstätte der wichtigsten islamischen Städte gilt Saudi-Arabien als traditionelle Führungsmacht der sunnitischen Welt. Die Türkei hat sich traditionell von der Finanzierung islamischer Schulen ferngehalten, doch seit den 2010er Jahren finanziert sie zunehmend islamische Schulen, was in Saudi-Arabien den Eindruck erweckt, dass die Türkei versucht, die von Saudi-Arabien beanspruchte Führungsrolle herauszufordern. Diese Rivalität wird oft bis auf die Zeit der osmanischen Herrschaft über Mekka und den antiosmanischen arabischen Aufstand von 1916 zurückgeführt. In Saudi-Arabien wurde gezielt versucht, die Erinnerung an die osmanische Periode auszulöschen, z. B. durch Umbenennung von Straßennamen, und in den Schulbüchern werden die Osmanen als „Besatzer“ dargestellt. Umgekehrt ist auch das Image Saudi-Arabiens in der Türkei schlecht und anti-arabische Einstellungen sind weit verbreitet. Laut einer weltweiten Pew-Meinungsumfrage aus dem Jahr 2013 stehen 26 % der Türken Saudi-Arabien positiv gegenüber, während 53 % eine negative Einstellung zum Land haben.
Mit dem politischen Streit wurde auch der kulturelle Austausch zwischen beiden Gesellschaften ins Visier der Politik genommen. So stoppten einige Golfstaaten wegen der Katar-Krise die Ausstrahlung von türkischen Seifenopern und Saudi-Arabien ließ Webseiten aus der Türkei blockieren. Der teilweise von Saudi-Arabien finanzierte Film Kingdoms of Fire, der 2019 von MBC ausgestrahlt wurde, verschärfte die Streitigkeiten durch die Darstellung der osmanischen Türken als gewalttätig und unzivilisiert noch weiter und löste in der Türkei Empörung aus.
Der Türkische Fußball-Supercup sollte 2023 in Saudi-Arabien ausgetragen werden. Das Spiel wurde allerdings kurzfristig abgesagt, da die saudischen Behörden den beiden Mannschaften verboten, Banner oder Plakate mit dem Bild des Gründers der modernen Türkei, Mustafa Kemal Atatürk, zu zeigen. Die Mannschaften weigerten sich deshalb anzutreten.

## Diplomatische Standorte
- Saudi-Arabien hat eine Botschaft in Ankara und ein Generalkonsulat in Istanbul.
- Die Türkei hat eine Botschaft in Riad und ein Generalkonsulat in Dschidda.